# 欧仁 (利涅亲王)
欧仁·弗朗索瓦·夏尔·约瑟夫·拉莫拉尔·德·利涅，第八代利涅亲王（Eugène François Charles Joseph Lamoral de Ligne d'Amblise et d'Epinoy） (1804年1月28日—1880年5月20日), 神圣罗马帝国比利时利涅家族的第八代亲王，比利时的外交官和自由派政治家。路易-欧仁·德·利涅王子和迪拉斯伯爵夫人的儿子。

## 生平
他是比利时议会成员，1852年3月25日至1879年7月18日担任比利时参议院议长和国务大臣。
他的女儿娜塔莉（Natalie of Ligne）嫁给克罗瓦公爵鲁道夫。